# Cane Savannah
Cane Savannah – jednostka osadnicza w Stanach Zjednoczonych, w stanie Karolina Południowa, w hrabstwie Sumter.